# Route nationale 761
Pour les articles homonymes, voir Route 761.
La route nationale 761 ou RN 761 était une route nationale française reliant Brissac-Quincé à Loudun. À la suite de la réforme de 1972, le tronçon Brissac-Quincé - Montreuil-Bellay a été déclassé en RD 761 et le tronçon Montreuil-Bellay - Loudun a été repris par la RN 147 (déclassé en RD 347 en 2006).

## Ancien tracé de Brissac-Quincé à Loudun (D 761 et D 347)
- Brissac-Quincé D 761
- Les Alleuds
- Saulgé-l'Hôpital
- Noyant-la-Plaine
- Ambillou-Château
- Louresse-Rochemenier
- Doué-la-Fontaine
- Brossay
- Montreuil-Bellay D 347
- Les Trois-Moutiers
- Loudun